# Лысиков, Владимир Иванович
Влади́мир Ива́нович Лы́сиков (3 июля 1922, Островки, Тамбовская губерния — 9 мая 1982, Коломна,  Московская область) — старшина 73-й отдельной разведывательной роты, старшина — на момент представления к награждению орденом Славы 1-й степени.

## Биография
Родился 3 июля 1922 года в селе Островки (ныне — Аннинского района Воронежской области). Образование среднее. С 1933 года работал бухгалтером в совхозе «Маслово» Зарайского района Московской области.
В 1940 году был призван в Красную Армию. В боях Великой Отечественной войны с июля 1941 года. К началу 1944 года сержант Лысиков был старшиной 73-й отдельной разведывательной роты 181-й стрелковой дивизии. Отличился в боях за освобождение Украины и Польши.
11 января 1944 года во главе группы разведчиков проник в тыл врага в районе города Сарны и в течение пяти суток вел наблюдение за передвижением его сил. Группа добыла ценные сведения, которые доставила в штаб дивизии. Лично захватил «языка» и истребил 5 противников. Приказом от 7 апреля 1944 года сержант Лысиков Владимир Иванович награждён орденом Славы 3-й степени.
28 августа 1944 группа разведчиков во главе со старшим сержантом Лысиковым устроила засаду у населённого пункта Опатув. В последовавшем бою лично 1 фашиста застрелил и 1 взял в плен. Приказом от 28 октября 1944 года награждён орденом Славы 2-й степени.
21 января 1945 года разведчики под командованием старшины Лысикова, действуя в районе населённого пункта Тополице, захватили в плен 7 и уничтожили около 20 противников. Лично захватил 2 и истребил 6 немецких солдат. 24 января эта же группа разведчиков юго-восточнее населённого пункта Жар вывела из строя 15 и пленила 5 противников, в том числе 1 офицера.
Указом Президиума Верховного Совета СССР от 10 апреля 1945 года за исключительное мужество, отвагу и бесстрашие, проявленные в боях с захватчиками награждён орденом Славы 1-й степени. Стал полным кавалером ордена Славы.
В 1945 году демобилизован. Жил в городе Коломна Московской области. Работал на Коломенском заводе тяжёлого станкостроения, активно участвовал в общественной жизни. Член КПСС с 1962 года. Скончался 9 мая 1982 года.
Награждён орденами Красной Звезды, Славы 3-х степеней, медалями.
Имя ветерана увековечено на Аллее Героев в городе Коломна.